# Literatura anti-Tom

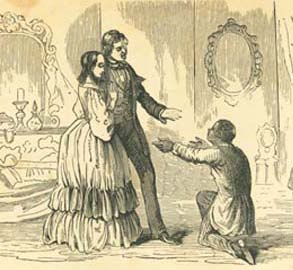
Imagen de The Planter's Northern Bride (1854) de Caroline Lee Hentz, uno de los ejemplos más famosos de la literatura Anti-Tom.

La literatura anti-Tom consiste en novelas a favor de la esclavitud del siglo XIX y otras obras literarias escritas en respuesta a La cabaña del tío Tom de Harriet Beecher Stowe. También llamada literatura de plantación, estos escritos fueron escritos generalmente por autores del sur de los Estados Unidos. Los libros del género intentaban mostrar que la esclavitud era beneficiosa para los afroamericanos y que los males de la esclavitud, tal como se describen en el libro de Stowe, eran exagerados e incorrectos.

## La cabaña del tío Tom
Publicada por primera vez en forma serializada entre 1851 y 1852 (en la revista abolicionista The National Era), y en forma de libro en 1852, La cabaña del tío Tom de Harriet Beecher Stowe se convirtió rápidamente en la novela más vendida del siglo XIX (y el segundo libro más vendido del siglo tras la Biblia). Esta novela abolicionista se centraba en los males de la esclavitud y se inspiró en la aprobación de la Ley de esclavos fugitivos dos años antes, que castigaba a quienes ayudaban a los esclavos fugitivos. El libro fue muy controvertido y avivó el debate sobre la esclavitud en el país.

## La respuesta literaria sureña
La respuesta a la novela de Stowe en el sur de Estados Unidos fue de indignación. Para contrarrestar la novela de Stowe, los escritores sureños produjeron una serie de libros a favor de la esclavitud, la gran mayoría de ellos novelas. Solo en 1852, se publicaron ocho novelas anti-Tom.
Estas novelas anti-Tom tendían a presentar a un amo patriarcal blanco benigno y una esposa pura, quienes presidían sobre esclavos infantilizados en una plantación benévola al estilo de una familia extendida. Las novelas implicaban, o afirmaban directamente, la opinión de que los afroamericanos no podían vivir sus vidas sin ser supervisados directamente por los blancos.
Hoy en día, estas novelas y libros generalmente se consideran propaganda proesclavista. El género anti-Tom se extinguió con el inicio de la Guerra de Secesión.

## Simms, Hentz y otros autores a favor de la esclavitud
Los dos libros anti-Tom más famosos son La espada y la rueca de William Gilmore Simms y The Planter's Northern Bride de Caroline Lee Hentz.
La espada y la rueca de Simms se publicó solo unos meses después de la novela de Stowe y contiene una serie de secciones y discusiones que claramente debaten el libro de Stowe y su visión de la esclavitud. La novela se centra en la Guerra de Independencia y sus consecuencias a través de la vida del Capitán Porgy y uno de sus esclavos. La novela de Simms fue tan popular que se reimprimió en 1854 con el título Woodcraft.
The Planter's Northern Bride, de Caroline Lee Hentz, se publicó dos años después de La cabaña del tío Tom. La novela de Hentz ofrece una defensa de la esclavitud vista a través de los ojos de una mujer norteña, hija de un abolicionista, que se casa con un dueño de esclavos del sur. Al igual que con otros libros del género, la novela de Hentz intenta mostrar que los negros carecían de la capacidad de funcionar bien sin la supervisión de los blancos. Su novela también se centró en el miedo a una rebelión de esclavos, especialmente si los abolicionistas no dejaban de causar problemas.
Los libros de Simms y Hentz fueron dos de entre 20 o 30 novelas a favor de la esclavitud escritas en la década posterior a La cabaña del tío Tom. 
La cabaña de la tía Phillis de Mary Henderson Eastman fue una de las novelas más vendidas del género. Publicada en 1852, vendió entre 20.000 y 30.000 ejemplares.
Little Eva: The Flower of the South, de Philip J. Cozans, fue un raro ejemplo de literatura anti-Tom destinada a ser una novela infantil.
Otro autor muy conocido que publicó novelas anti-Tom es John Pendleton Kennedy.